# 인드라잘라
인드라잘라(산스크리트어: इन्द्रजाल)는 대부분의 인도 언어에 공통적으로 사용되는 산스크리트어 단어로 인드라망, 마술, 속임수, 사기, 환상, 요술, 저글링, 마법 등을 의미한다.
힌두 신화에 따르면 이 우주에 마야를 창조한 최초의 사람은 인드라였다. 고대에는 마야 대신 인드라잘라라는 용어가 사용되었다. 인드라는 신을 대표하고 신이 이 우주를 창조한 것은 마법의 행위로 간주될 수 있기 때문에, 이 세계 전체가 환상인 인드라잘라이다.
비슷한 방식으로 인간 마법사는 자신의 신적인 선구자들을 모방하여 인드라잘라라는 마법을 적용하고, 따라서 자신이 조작의 대상으로 선택한 자들 위에 자신의 마야 그물을 퍼뜨린다. 그는 자신의 기술의 결과로 관중들의 마음에 실제로 존재하지 않거나, 오직 관중들의 눈 앞에서만 존재하는 무언가를 창조한다.
인드라잘라를 대중을 위해 창조된 더 엄격한 감각의 환상에 국한시킨다면, 이 활동이 무지한 인류를 붙잡기 위한 거대한 환상의 이미지가 되기 쉽다는 것은 이해할 수 있다. 베단타 철학자들에 따르면 인간의 속박을 이끄는 요소로서 아비디야(무명)과 모하(망상) 사이에는 차이가 없다.
마법과 종교는 때로 함께 가기도 한다. 베다의 마법 지식에 있어서 가장 중요한 자료는 아타르바베다이다. 평화, 공포와 악을 달래기 위한, 더 큰 복지를 위한, 생명의 연장 등을 위한 베다의 만트라들을 프라트양기라만트라 또는 아타르바나라고 부르지만, 다른 사람들을 해하기 위한, 즉 아브히카라를 앙기라만트라 또는 앙기라사라고 부른다.
힌두 신앙에서는 브라흐만의 근본적인 힘은 존재를 관통하고 그 자체로 중립적이며, 선악의 목적을 위해 자격을 갖춘 전문가에 의해 사용될 수 있다고 주장한다. 적을 겁주는 것이 인드라잘라의 목표이다.
카만다카와 푸라나에서는 외교의 하위 방식으로 우페크샤, 마야, 인드라잘라를 나열하고 있다. 인드라잘라는 적에 대한 승리 전략을 구사하는 것으로, 차나키야에 따르면 베다 아래에 있다.

## 같이 보기
- 인드라망
- 종교철학